# Judo under sommer-OL 2016 – 100 kg (herrer)
Mændenes 100 kg i judo under sommer-OL 2016 i Rio de Janeiro fandt sted den 11. august 2016 på Carioca Arena 2.